# Ера Селевкідів
Ера Селевкідів, чи Anno Graecorum (лат. «Грецький рік», іноді скорочується як AG), — система літочислення, що використовувалася Імперією Селевкідів і ще декількома державами стародавньої Елліністичної цивілізації. Початок епохи датується возз'єднанням Вавилона Селевком I Нікатором у 312/11 до н. е., після його вигнання в Птолемєєвському Єгипті. Таким чином, в 12-й рік правління Александра IV, сина Александра Великого, Селевк почав лічити час за роками свого намісництва. У цьому він наслідував приклад Антигона і інших намісників Вавилонії. Він продовжував це робити навіть після того як став царем.
Існувало два різних вида літочислення ери Селевкідів:
1. Тубільці імперії використовували Вавилонський календар, в якому новий рік припадає на 1 нішану (3 квітня у 311 до н.е.), тому в цій системі 1-й рік ери Селевкідів припадав приблизно між квітнем 311 до н.е. та березнем 310 до н.е. До складу цих тубільців входили євреї, що називали цю еру Епохою контрактів (מניין שטרות). Вона використовується в Першій книзі Макавеїв, єврейській історичній книзі, що нині стала «девтероканонічною», у 6:20, 7:1, 9:3, 10:1 тощо.[1]
2. Македонський суд ухвалив Вавилонський календар (замінивши назви місяців македонськими[en]), але вважав почтаком нового року восени (точна дата невідома). У цій системі 1-й рік ери Селевкідів відповідає періоду з осені 312 до н. е. до літа 311 до н.е. До VII сторіччя нашої ери / XX ст. AG, західні сирійські християни відлічували роки від 1 жовтня—30 вересня.[2] Однак євреї вважали початком кожного нового Селевкідського року місячним місяцем Тішрі.[3]

Ці відмінності в численні зрештою викликають розбіжності у визначенні дат. Бікерман надає такий приклад:
Наприклад, відновлення храму Єрусалиму Юдою Макавеєм, приблизно 15 грудня 164 до н.е., припадає на 148 рік Селевкідської ери за єврейськими (і вавилонськими) розрахунками, але на 149 рік за македонським судом.
Числення за ерою Селевкідів вживалося в деяких районах Близького Сходу аж до теперішнього часу. Його наслідували деякі східні династії: Аршакіди в Парфії (незважаючи на те, що в грецьких містах Парфянського царства числення ери починалося з осені 248 до н. е., вони також використовували і «старий стиль» — еру Селевкідів), Дедалсіди в Віфінії, Мітрідатіди в Понті, нащадки Мітрідата VI, і династія Рескупорідів в Боспорському царстві.
Єменські євреї використовували підрахунок Селевкідської ери або «епохи контрактів» в своїх законних справах і контрактах. У сирійських текстах датування за «благословенними грекам» (l-yawnāyē brīḵē), тобто за Селевкідською ерею, використовувалася аж до XX сторіччя. З цієї причини дане літочислення згадується в Книзі Макавеїв (I Macc. I. 11) і в працях історика Йосипа Флавія. Числення епохи Селевкідів стало непридатним для більшості єврейських громад, після його скасування раббі Давидом бен-Зімра, коли він служив головним рабином Єгипту.
Числення за роками ери Селевкідів використовувалося пізніше арабськими астрономами. Араби називали її «ерою Александра», хоча аль-Біруні розумів, що це помилка.